# 高向麻呂
高向 麻呂（たかむこ の まろ）は、飛鳥時代の公卿。名は摩呂とも書く。姓は臣のち朝臣。刑部尚書・高向国押の子。官位は従三位・摂津大夫。

## 経歴
天武天皇10年（681年）小錦下に叙せられる。天武天皇13年（684年）遣新羅大使となり、新羅に遣わされる。同年10月の八色の姓の制定により、臣から朝臣に改姓する。翌天武天皇14年（685年）学問僧の観常・雲観らを伴って帰国し、新羅王の献上物をもたらした。
大宝元年（701年）の大宝令の施行を通じて従四位上に叙せられ、翌大宝2年（702年）には参議に任ぜられ朝政への参加を命じられた。慶雲2年（705年）正四位下・中納言、和銅元年（708年）従三位・摂津大夫に叙任されたが、同年閏8月5日に薨去。最終官位は摂津大夫従三位。

## 官歴
『六国史』による。
- 天武天皇10年（681年）12月29日：小錦下
- 天武天皇13年（684年）4月20日：遣新羅大使。11月1日：臣から朝臣に改姓（八色の姓制定）
- 時期不詳：従四位上
- 大宝2年（702年）5月21日：参議
- 時期不詳：正四位下
- 慶雲2年（705年）4月22日：中納言
- 和銅元年（708年）正月11日：従三位。3月13日：摂津大夫。閏8月5日：薨去（摂津大夫従三位）

## 系譜
- 父：高向国押[3]
- 母：不詳
- 生母不明の子女
  - 男子：高向色夫智[4]
  - 男子：高向大足[4]
  - 男子：高向人足[4]